# Danilo Astori
Danilo Ángel Astori Saragosa (Montevideo, 23. travnja 1940.) urugvajski je političar. Obnašao je dužnost dopredsjednika Urugvaja od 2010. do 2015. te je trenutni ministar gospodarstva i financija Urugvaja. Tu je dužnost također obavljao i od 2005. do 2008.
Kandidirao se za dopredsjednika Urugvaja 1989. godina. Tada je osvojio treće mjesto s 23 % glasova. Iste je godine izabran u Senat Urugvaja, u kojem ostaje sve do 2005. godine. Od 2005. godine, Astori je obavljao dužnost ministra gospodarstva i financija Urugvaja. Bio je pobornik trgovinskih ugovora sa Sjedinjenim Američkim Državama, Europskom unijom, Kinom i Indijom. Astori je podnio ostavku na službu ministra 18. rujna 2008. Tada ga je naslijedio Álvaro García.
Dužnost dopredsjednika Urugvaja obnaša od 1. ožujka 2010. do 1. ožujka 2015. Od 4. ožujka 2015. ponovno je ministar gospodarstva i financija Urugvaja.

### Ostali projekti
|  | Zajednički poslužitelj ima još gradiva o temi Danilo Astori |